# Cielos del Perú

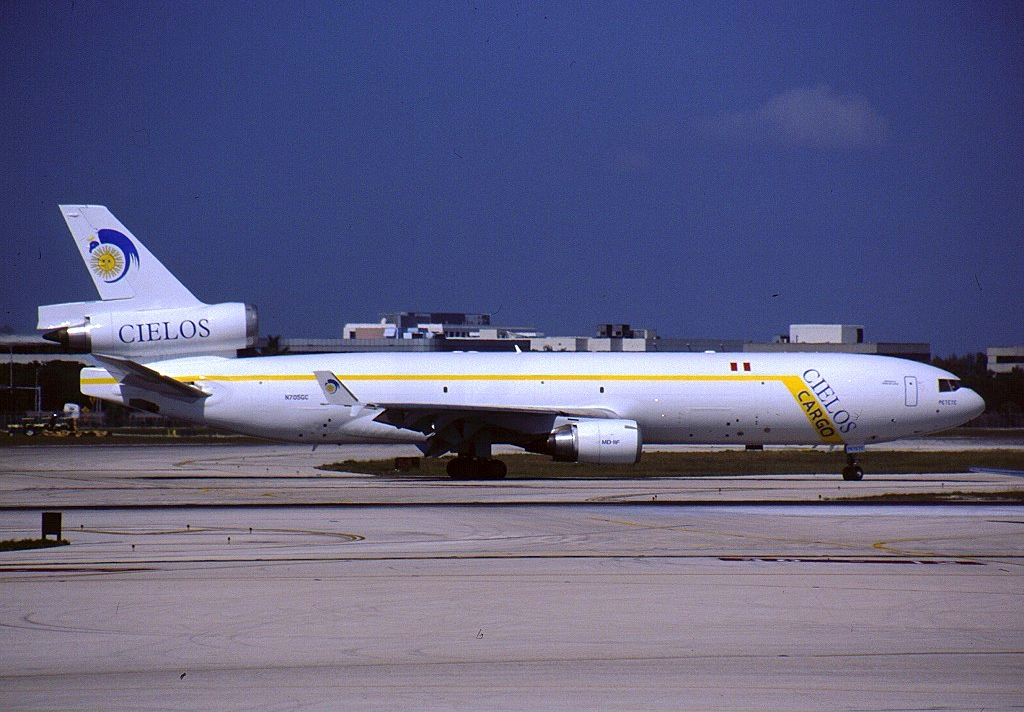
Eine Maschine der Cielos in Miami 2001

Cielos del Perú war eine peruanische Fracht-Fluggesellschaft mit Sitz in Lima.

## Geschichte
Die Fluggesellschaft gehörte wie die weiterhin existierenden Gesellschaften Centurion Air Cargo und Sky Lease Cargo dem argentinischen Geschäftsmann Alfonso Conrado Rey.

## Flotte
- McDonnell Douglas DC-10[3]